# ریچارد بلا
ریچارد بلا (انگلیسی: Richard Bella؛ زادهٔ ۳ آوریل ۱۹۶۷) بازیکن بسکتبال اهل جمهوری آفریقای مرکزی بود. وی در بازی‌های المپیک تابستانی ۱۹۸۸ شرکت کرده‌است.